# Samuel Sprigg

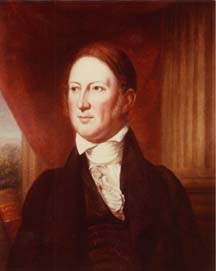
Samuel Sprigg

Samuel Sprigg (* um 1783 im Washington County, Maryland; † 21. April 1855) war ein US-amerikanischer Politiker und von 1819 bis 1822 Gouverneur des Bundesstaates Maryland.

## Frühe Jahre
Das genaue Geburtsdatum von Sprigg ist nicht bekannt. Die Quellen gehen aber vom Geburtsjahr 1783 aus. Ebenso gibt es keine Angaben über seine Jugend und Schulausbildung. Sicher ist, dass Samuel Sprigg Jura studierte und im Jahr 1808 als Rechtsanwalt zugelassen wurde. Danach begann er im Prince George’s County als Anwalt zu arbeiten.

## Gouverneur von Maryland
Vor seiner Wahl zum Gouverneur seines Staates im Jahr 1819 ist Sprigg politisch nicht in Erscheinung getreten. Nachdem er in den Jahren 1820 und 1821 jeweils in seinem Amt bestätigt wurde, konnte er zwischen dem 20. Dezember 1820 und dem 16. Dezember 1822 im Amt bleiben. Seine Amtszeit wurde von parteipolitischen Auseinandersetzungen zwischen den Anhängern der Föderalisten und denen der Demokratisch-Republikanischen Partei überschattet. Streitpunkte waren unter anderem eine Verfassungsreform und eine direkte Wahl der Staatsregierung von Maryland. Zu diesem Zeitpunkt wurde die Regierung einschließlich des Gouverneurs von der Legislative gewählt. Beide Anliegen wurden von den Föderalisten blockiert und erst Ende der 1830er Jahre verwirklicht. Gouverneur Sprigg setzte sich für die Verbesserung der Infrastruktur seines Staates ein. Das betraf vor allem die Erschließung der westlichen Staatshälfte. Dort wurden Straßen und Kanäle neu bzw. ausgebaut.

## Weiterer Lebenslauf
Nach dem Ende seiner Amtszeit zog sich Sprigg weitgehend aus der Politik zurück. Er war im Vorstand einer Kanalbaugesellschaft. Erst im Jahr 1850 kehrte er für kurze Zeit in das politische Tagesgeschäft zurück. In diesem Jahr war er Delegierter auf einer Versammlung zu einer erneuten Überarbeitung der Staatsverfassung von Maryland. Seit 1811 war er mit Violetta Landsdale verheiratet, mit der er zwei Kinder hatte. Samuel Sprigg verstarb im April 1855. Er wurde zunächst im Prince George’s County beigesetzt. Später wurde er aber auf den Oak-Hill-Friedhof in Washington umgebettet.